# Élections législatives de 1881 dans l'Ain
Les élections législatives de 1881 ont eu lieu les 21 août et 14 septembre 1881.

## Résultats à l'échelle du département
| Partis                   | Partis                     | Premier tour | Premier tour | Deuxième tour | Deuxième tour | Total sièges |
| Partis                   | Partis                     | Voix         | %            | Voix          | %             | Total sièges |
| ------------------------ | -------------------------- | ------------ | ------------ | ------------- | ------------- | ------------ |
|                          | Gauche républicaine        |              |              |               |               |              |
|                          | Centre-gauche              |              |              |               |               |              |
|                          | Union républicaine         |              |              |               |               |              |
|                          | Bonapartistes              |              |              |               |               |              |
|                          | Légitimistes, Monarchistes |              |              |               |               |              |
|                          | Républicains Radicaux      |              |              |               |               |              |
|                          |                            |              |              |               |               |              |
| Inscrits / Participation | Inscrits / Participation   |              | 100          |               |               |              |
| Votants                  |                            |              |              |               |               |              |
| Abstentions              |                            |              |              |               |               |              |
| Blancs et nuls           |                            |              |              |               |               |              |
| Exprimés                 |                            |              |              |               |               |              |

## Résultats par arrondissement

### Arrondissement de Belley
|                | Luc Roselli-Mollet | Républicain radical |  |        |  |  |
|                | Joseph Chaley      | Gauche républicaine |  |        |  |  |
|                |                    |                     |  |        |  |  |
| Inscrits       | Inscrits           | Inscrits            |  | 100,00 |  |  |
| Votants        |                    |                     |  |        |  |  |
| Abstention     |                    |                     |  |        |  |  |
| Blancs et nuls |                    |                     |  |        |  |  |
| Exprimés       |                    |                     |  |        |  |  |

### Arrondissement de Bourg-en-Bresse

#### 1recirconscription
|                | Edmond Tiersot | Union républicaine |  |        |  |  |
|                | Pochon         | Monarchiste        |  |        |  |  |
|                | Tissot         | Monarchiste        |  |        |  |  |
|                | Puthod         |                    |  |        |  |  |
|                |                |                    |  |        |  |  |
| Inscrits       | Inscrits       | Inscrits           |  | 100,00 |  |  |
| Votants        |                |                    |  |        |  |  |
| Abstention     |                |                    |  |        |  |  |
| Blancs et nuls |                |                    |  |        |  |  |
| Exprimés       |                |                    |  |        |  |  |

#### 2ecirconscription
|                |          | Gauche républicaine |  |        |  |  |
|                |          | Bonapartiste        |  |        |  |  |
|                |          |                     |  |        |  |  |
| Inscrits       | Inscrits | Inscrits            |  | 100,00 |  |  |
| Votants        |          |                     |  |        |  |  |
| Abstention     |          |                     |  |        |  |  |
| Blancs et nuls |          |                     |  |        |  |  |
| Exprimés       |          |                     |  |        |  |  |

### Arrondissement de Gex
| Candidats      | Candidats | Étiquette           | Premier tour | Premier tour | Deuxième tour | Deuxième tour |
| Candidats      | Candidats | Étiquette           | Voix         | %            | Voix          | %             |
| -------------- | --------- | ------------------- | ------------ | ------------ | ------------- | ------------- |
|                |           | Gauche républicaine |              |              |               |               |
|                |           | Gauche républicaine |              |              |               |               |
|                |           | Bonapartiste        |              |              |               |               |
|                |           | Gauche républicaine |              |              |               |               |
|                |           |                     |              |              |               |               |
| Inscrits       | Inscrits  | Inscrits            |              | 100,00       |               | 100,00        |
| Votants        |           |                     |              |              |               |               |
| Abstention     |           |                     |              |              |               |               |
| Blancs et nuls |           |                     |              |              |               |               |
| Exprimés       |           |                     |              |              |               |               |

### Arrondissement de Nantua
| Candidats      | Candidats | Étiquette           | Premier tour | Premier tour |
| Candidats      | Candidats | Étiquette           | Voix         | %            |
| -------------- | --------- | ------------------- | ------------ | ------------ |
|                |           | Gauche républicaine |              |              |
|                |           | Monarchiste         |              |              |
|                |           |                     |              |              |
| Inscrits       | Inscrits  | Inscrits            |              | 100,00       |
| Votants        |           |                     |              |              |
| Abstention     |           |                     |              |              |
| Blancs et nuls |           |                     |              |              |
| Exprimés       |           |                     |              |              |

### Arrondissement de Trévoux
|                |          | Centre-gauche      |  |        |  |  |
|                |          | Union républicaine |  |        |  |  |
|                |          | Bonapartiste       |  |        |  |  |
|                |          |                    |  |        |  |  |
| Inscrits       | Inscrits | Inscrits           |  | 100,00 |  |  |
| Votants        |          |                    |  |        |  |  |
| Abstention     |          |                    |  |        |  |  |
| Blancs et nuls |          |                    |  |        |  |  |
| Exprimés       |          |                    |  |        |  |  |